# Григорьева, Дина Анатольевна
Ди́на Анато́льевна Григо́рьева (род. 9 апреля 1940 года, Москва, РСФСР, СССР) — телеведущая, педагог, заслуженная артистка РСФСР (1983), диктор высшей категории.

## Биография
Выпускница Московского государственного института культуры, окончила режиссёрско-постановочный факультет.
В 1964 года стала диктором Всесоюзного радио, в 1975 года — диктором Центрального телевидения.
С 1965 года — бессменная ведущая всех правительственных концертов в Кремлёвском Дворце Съездов и Большом театре.
Вела церемонии открытия и закрытия Олимпиады-80, Игр Доброй воли и Всемирного Фестиваля молодёжи.
Долгие годы Дина Анатольевна была ведущей информационной программы «ВРЕМЯ».
Затем стала преподавателем Школы-Студии ЭКТВ. (предмет «Мастерство телеведущего»).

## Семья
- Муж — Борис Алексеевич Григорьев (1935—2012) — советский и российский режиссёр, актёр, педагог. Заслуженный деятель искусств России.
- Дочь — Арина Борисовна Григорьева (1966—2001)
- Дочь — Евгения Борисовна Григорьева (Елена Саввична Морозова; род. 1973), советская и российская актриса.  Заслуженная артистка РФ.
  - Внуки Этьен и Аврора